# Christian Christensen Thomhav
Christian Christiansen Thomhav (15. května 1857, Als – 18. července 1943, Oslo) byl dánský fotograf, který v letech 1894 až do své smrti v roce 1937 pracoval v Norsku.

## Životopis
Kromě fotografování působil také jako kinematograf v Bergenu v roce 1890. V roce 1908 byl předsedou sdružení Norges Fotografforbund (Norské asociace fotografů).

## Galerie

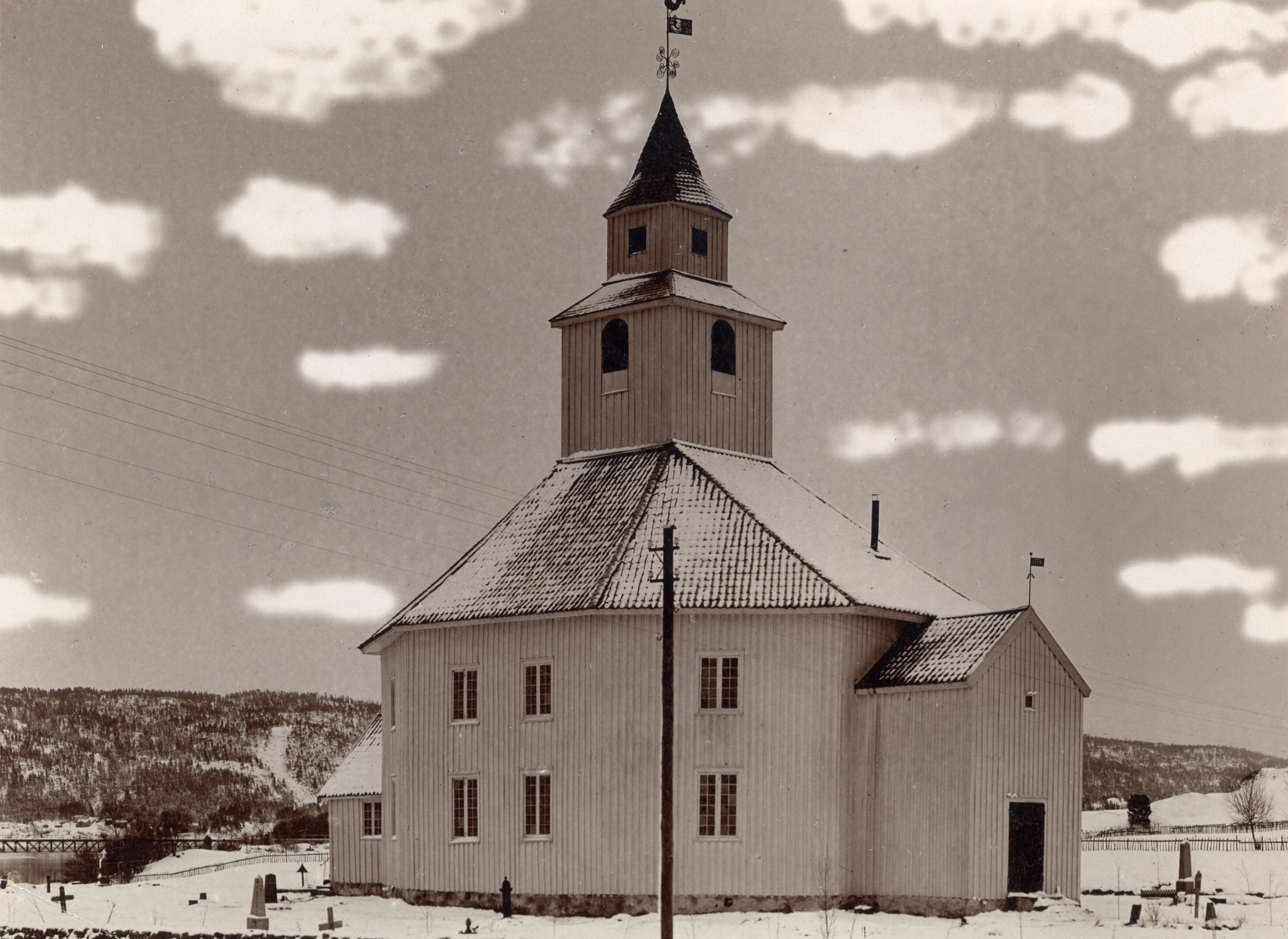
Kostel Hornnes, Aust-Agder
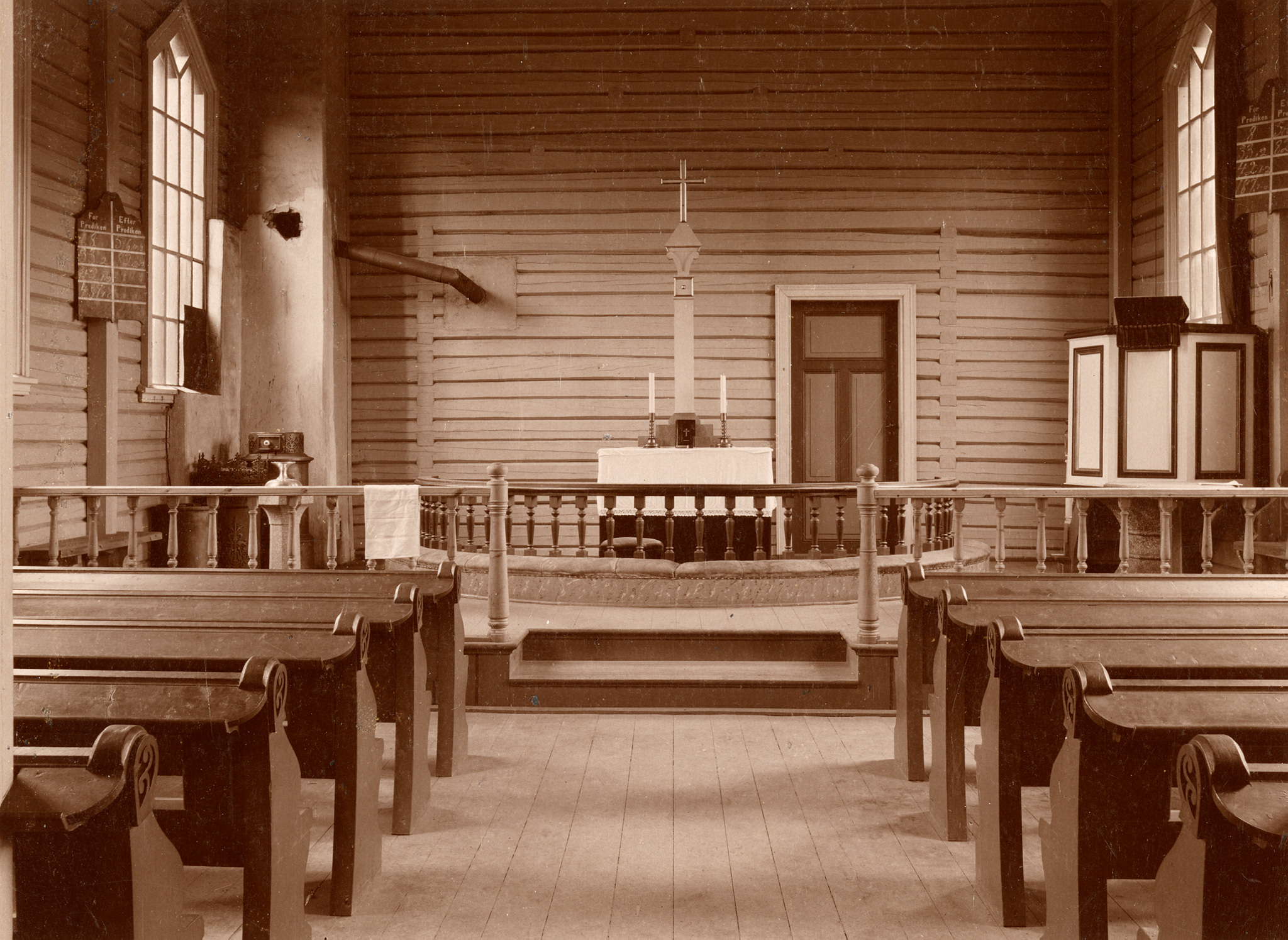
Lisleherad, kostel
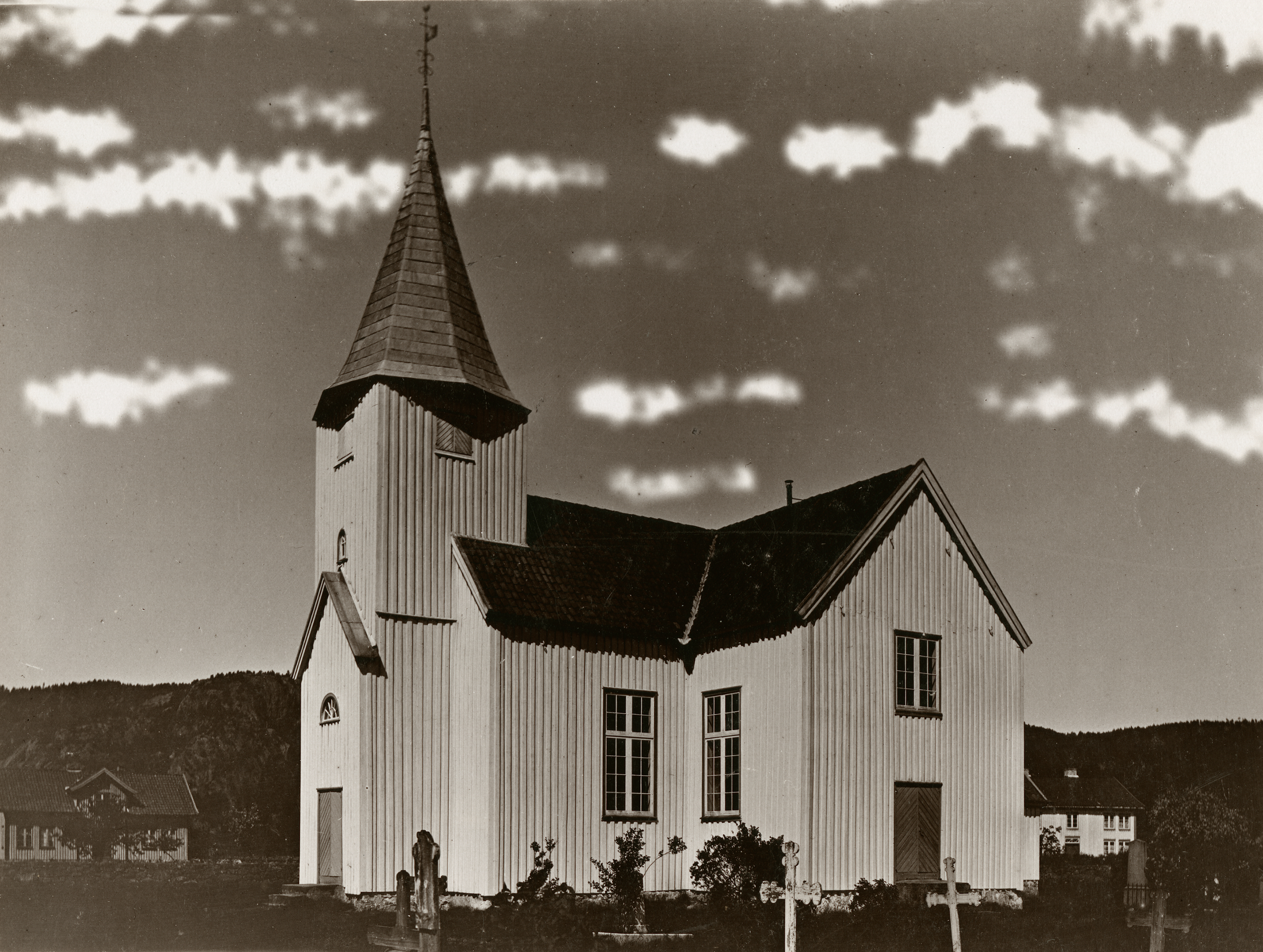
Øyslebø, kostel, Vest-Agder
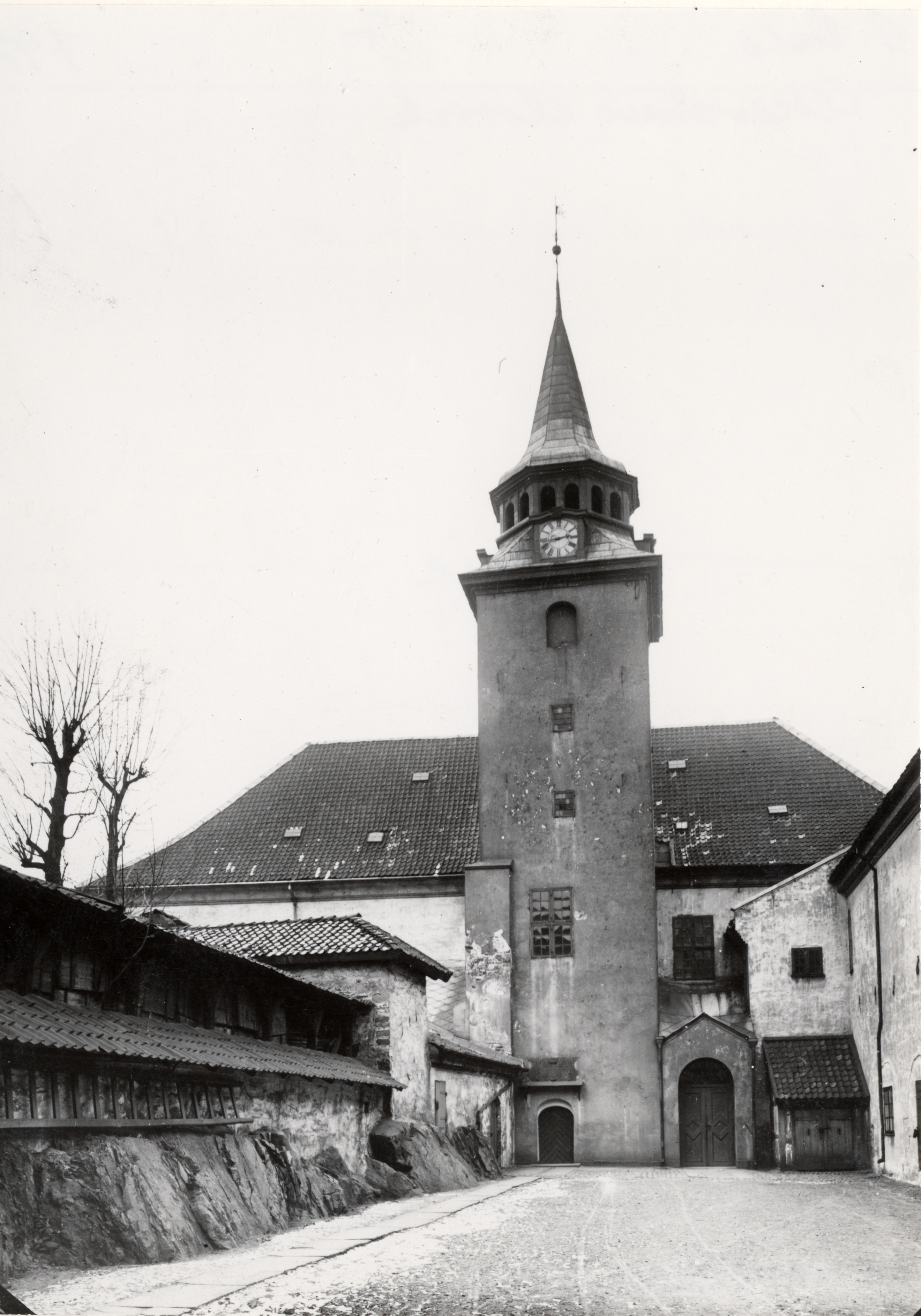
Akershus, hradní kostel, Oslo